# باك بيلي
باك بيلي (بالإنجليزية: Buck Bailey)‏ هو لاعب كرة قدم أمريكية أمريكي، ولد في 2 يونيو 1896 في سان سابا في الولايات المتحدة، وتوفي في 28 أكتوبر 1964.